# Condado de Goseong (Gangwon)
El Condado de Goseong (Goseong-gun) es un condado en la Provincia de Gangwon, Corea del Sur.
Luego del armisticio de 1953 con el cese de la guerra de Corea, Goseong (que está localizado en el paralelo 38) fue parte de Corea del Norte. Kaesong, que está situado al sur del paralelo 38 y que es parte de Corea del Sur después de 1953, se volvió parte de la Corea del Norte luego del acuerdo.

## Festival
- El festival de la lavanda de Goseong: Cada junio se lleva a cabo en Goseong-gun el festival de la lavanda.[3]

## Ciudades hermanadas
- Gangbuk-gu, Seúl
- Jixi, Heilongjiang, China[4]